# Факултет културе и уметности Универзитета у Варшави
Факултет културе и уметности Универзитета у Варшави, (оригинални назив на пољском језику: Wydział Nauk o Kulturze i Sztuce Uniwersytetu Warszawskiego) је један од 25 факултета Универзитета у Варшави. 

## Историјат факултета
Факултет културе и уметности је наследник Историјског факултета Универзитета у Варшави.
Факултет је основан 1. септембра 2020. године наредбом ректора Универзитета у Варшави од 15. јуна 2020. године, којом је Историјски факултет трансформисан: Историјски институт у Историјски факултет, Институт за археологију - у Археолошки факултет, а некадашњи Историјски факултет постао је Факултет за културу и уметност.

## Образовни смерови
Доступни смерови:
- Етнологија и културна антропологија
- Историја уметности
- Музикологија